# Theridion palmgreni
Theridion palmgreni, även känd som tajgaklotspindel och skogsklotspindel, är en spindelart som beskrevs av Yuri M. Marusik och Cellarius 1986. Theridion palmgreni ingår i släktet Theridion, och familjen klotspindlar. Enligt den finländska rödlistan är arten nära hotad i Finland. Artens livsmiljö är friska och lundartade moar. Inga underarter finns listade.